# نورثریج (لس آنجلس)
نورثریج، لس آنجلس (به انگلیسی: Northridge, Los Angeles) یک محله در ایالات متحده آمریکا است که در لس آنجلس، کالیفرنیا واقع شده‌است.